# Ectinorus onychius
Ectinorus onychius är en loppart som först beskrevs av Jordan et Rothschild 1923.  Ectinorus onychius ingår i släktet Ectinorus och familjen Rhopalopsyllidae.

## Underarter
Arten delas in i följande underarter:
- E. o. onychius
- E. o. angularis
- E. o. deplexus
- E. o. fueginus